# Jan Beránek (duchovní)
Jan Beránek (okolo 1550? – 17. března 1622 Ždánice) byl český kněz Jednoty bratské a duchovní správce českobratrské komunity v jihomoravských Ždánicích, centru ve své době největší komunity Jednoty bratské na Moravě. Stal se obětí procesu rekatolizace českých zemí po neúspěchu českého stavovského povstání a po obsazení Ždánic polskými žoldnéři věrnými císaři byl zajat, týrán a upálen na hranici.

## Život
Datum jeho narození lze dle pramenů situovat okolo roku 1550. Dosáhl kněžského řádu v protestantské Jednotě bratrské, posléze pak působil mj. jako duchovní správce sborů v Žeravicích a ve Slížanech. Byl ženat a se svou manželkou měli několik dětí.
Roku 1609 pak přišel do Ždánic poblíž Hodonína při moravsko-uherské hranici, na území panství Oldřicha V. z Kounic. Oldřich jakožto člen českobratrské církve zdejším protestantským komunitám přál, což umožnilo vznik vůbec největšího sboru Jednoty bratrské na Moravě s celkovým počtem 453 členů z Ždánic a okolních obcí uváděných roku 1611. Beránek zde roku 1615 převzal duchovní vedení komunity a podílel se na jejím náboženském i hospodářském rozvoji. Sídlil ve ždánickém Bratrském domě sloužícímu jako modlitebna, knihovna či k dočasnému ubytování nově příchozích členů sboru.
Po porážce stavovského povstání v letech 1618–1620, které odmítlo vládu císaře Ferdinanda II. a zvolilo nového krále, protestanta Fridricha Falckého, začali být příslušníci protestantských církví pronásledováni a vyháněni z českých zemí. Tehdejší majitel panství Karel z Kounic byl za podporu povstání zatčen a byl pak spolu s ostatními zadrženými internován v pevnosti Špilberk v Brně a posléze souzen. Ždánicko bylo probíhajícím konfliktem opakovaně postiženo a pleněno. Na jaře 1622 pak na území střední a jižní Moravy pronikly oddíly tzv. lisovčíků, katolické polsko-litevské bojové jízdy Ferdinandova spojence a švagra, krále Zikmunda III. Vasy, nedávno se navrátivší z neúspěšného tažení k Moskvě.
Lisovčíci pak v březnu 1622 dorazili na jihomoravská panství protestantských Kouniců a 17. března 1622 vstoupili do Ždánic. Obyvatelé jim kladli minimální odpor a město bylo následně vyrabováno. Beránek byl nájezdníky vyvlečen z Bratrského domu, zbit a ztýrán, následně přiveden na náměstí a upálen na hranici v místech před starou radnicí.
V českých zemích pak došlo celé řadě obdobných incidentů, které ale neměly zpravidla tak tragický konec. Vlivem pro protestanty nepříznivě se vyvíjející situace v zemi po porážce povstání jej nakonec okolo roku 1623 donutila k odchodu do emigrace do nábožensky svobodnějších zemí.
U příležitosti výročí 400 let od smrti Jana Beránka byla roku 2022 ve Ždánicích Českobratrskou církví evangelickou uspořádána vzpomínková akce.